# 徐炳根
徐炳根（1927年1月—？），别名王立生、阿丙，上海市人，是一位中国共产党的早期政治人物。

## 生平
徐炳根早年曾在上海恒丰纱厂做工，并曾经投身于五卅运动。他加入了中国共产党，曾担任中共沪东厚生厂支部的书记。1927年11月，他被任命为中共江苏省委沪东区委的职工委员。在1928年5月到10月间，他曾担任中共江苏省委委员、常委，并兼任上海总工会内中共党团的书记。1928年11月至1929年1月，他再次被选出，并担任中共江苏省常务委员。1929年6月至11月间，他出任上海工会联合会党团成员；同年11月至12月，他第三次兼任中共江苏省委委员；1929年12月至1930年1月，他兼任上海工会联合会宣传部部长一职。1930年1月至4月間，他第四次出任中共江苏省委委员，并同时担任上海工会联合会委员长。4月至6月間，他第二次兼任上海工会联合会党团成员，是年7月卸任。1930年，他在中共六届三中全会上被补选为中央委员。1932年9月，在上海被当局逮捕捕，并向当局投降；該年12月，当局於报纸上公开发表他的自首书。